# Frontera entre Angola i Zàmbia
La frontera entre Angola i Zàmbia és una frontera internacional terrestre de 1.110 quilòmetres de llarga que separa el territori d'Angola i el de Zàmbia a Àfrica Occidental.
De nord a sud, aquesta frontera comença al punt on s'uneixen la frontera entre Angola i la República Democràtica del Congo i la frontera entre la República Democràtica del Congo i Zàmbia, seguint cap al sud i creuant el riu Zambeze per les cataractes Chavuma. Acaba al nord de la franja de Caprivi, al trifini Angola-Zàmbia-Namíbia.